# Геологічна діяльність льодовиків
Геологічна діяльність льодовиків
Льодовики – це велетенські рухливі маси природного льоду, які утворилися в процесі накопичення і подальшого перетворення твердих атмосферних опадів (снігу). Вони займають 11 % (16,2 млн км²) поверхні суші: 98,5 % цієї площі припадає на льодовики Антарктиди, Ґренландії та островів Північного Льодовитого океану і лише 1,5 % – на гірські льодовики. Наука, що вивчає льодовики, – гляціологія (лат. glacies – льод) – досліджує умови їхнього утворення, режими та межі розповсюдження. Льодовики в процесі свого руху здійснюють певну геологічну роботу: руйнують гірські породи, переміщують уламки і відкладають їх у місця розтавання льоду.
Необхідними умовами для утворення льодовиків є холодний клімат і тверді атмосферні опади. У цих умовах відбувається поступове накопичення снігового покриву, оскільки кількість атмосферних опадів перевищує кількість талої снігової води. Межа, вище якої сніг накопичується і не розтає протягом довгого часу, називається сніговою лінією, або сніговою межею. Нижче цієї межі сніг зберігається лише в холодний період року і зникає у теплий.
На певних географічних широтах снігова межа проходить на різних висотних відмітках. В Антарктиді вона збігається з рівнем моря, а у бік екватора її висота поступово підвищується. Від екватора до Північного полюса висота снігової лінії знову знижується. Найбільшої висоти вона сягає у Гімалаях – 6000 м. На Кавказі вона знаходиться на відмітках 2700–3800 м, на Північному Уралі – 500–1000 м, на Новій Землі – 300–600 м. Висота снігової лінії залежить і від експозиції схилів. Так, на островах Північної Землі висота снігової межі на півночі складає 100 м, а на півдні – 450 м. У наших Карпатах та Кримських горах снігова лінія відсутня.
Вище снігової лінії сніг розподіляється нерівномірно. У гірських районах схили, що повернуті назустріч пануючим вітрам, майже не мають снігу. На схилах, що захищені від вітру, сніг накопичується у великих кількостях. Снігові маси під дією сили ваги часто зриваються зі схилу, скочуючись униз. Це – снігові лавини. Вони захоплюють гірські породи, зрізають зі схилів лісові масиви, викликають велетенські руйнування. Снігові лавини руйнують дороги, будинки, забираючи людські життя. Вони мають місце у Карпатах і навіть у Кримських горах.
У низинах вище снігової межі сніг може накопичуватися роками, перетворюючись у результаті у зернисту кригу – фірн (нім. firn – старий). Товщина фірнового шару іноді перевищує 100 м. В основі фірнової товщі під впливом тиску окремі кристалічні зерна криги зливаються в одне, утворюючи суцільну глетчерну кригу (нім. gletscher – крига). На формування 1 м3 глетчерної криги витрачається до 11 м3 снігу. Область, де відбувається перетворення снігу у кригу, має назву область живлення.
Лід, що характеризується пластичністю, під дією гравітаційних сил розтікається у боки або спускається зі схилів у вигляді витягнутих «язиків», що мають назву льодовиків. Швидкість руху льоду є прямо пропорційною до маси льодовика.
Область, по якій відбувається рух льодовика, має назву область стоку. Якщо льодовикові потоки (язики) спускаються нижче снігової межі, вони починають розтавати. Льодовикові води часто живлять гірські річки.
Залежно від умов утворення льодовиків, їхньої форми, розмірів, а також співвідношення областей живлення і стоку виділяють льодовики покривні або материкові, гірські та проміжні.
Покривні льодовики відрізняються широким розповсюдженням (до декількох мільйонів кв. кілометрів), опуклою, щитоподібною формою, великою товщиною льоду, поєднанням областей живлення і стоку, радіальною течією льоду (від центру до країв материка). До покривних відносять льодовики Антарктиди, Ґренландії, островів Північного Льодовитого океану (Шпіцберген, Земля Франца Йосипа, Нова Земля, Північна Земля та ін.). Найбільший із них – льодовик Антарктиди. Це велетенський льодовиковий щит площею 13,9 млн км². Середня товщина його – 2000 м, максимальна – 4335 м. Геофізичними дослідженнями встановлено, що ложе льодовика має складний рельєф – гірські масиви перемежовуються з рівнинами та островами.
Лід рухається від центру до берегового обриву і опускається на дно моря, покриваючи значні ділянки шельфу (шельфові льодовики). Під час занурення у море від краю льодовика відокремлюються величезні льодові поля протяжністю у сотні кілометрів і висотою до 500 м і більше. Ці велетенські плаваючі острови називаються айсбергами. Найбільший айсберг зафіксовано в Атлантичному океані поблизу берегів Ґренландії. Його довжина сягала 565 км, висота над водою – 87 м, а під водою – 500 м.
Льодовики, як і річки, мають свої береги і ложе. Уламки гірських порід, що виорані льодовиком, захоплюються льодом, що рухається, утворюючи рухливий прошарок, який пересувається по ложу льодовика. Такі рухливі маси уламкового матеріалу мають назву морени. Нижню частину, що пересувається по дну льодовика, називають донною мореною, а бокові частини, що пересуваються по берегах – боковими моренами. Під час руху льодовика на його поверхні можуть накопичуватися уламки гірських порід, що впали з гірського схилу. Такі уламки утворюють верхню, або поверхневу, морену.
Моренні відкладення складаються з різноманітного матеріалу – від найтонших часток до крупних валунів, діаметром 2–3 м і більше. Співвідношення між складовими морени можуть бути різними: в одних випадках переважають глини або суглинки зі включеннями крупних уламків (гравію, щебінки, валунів), у інших – суміш крупноуламкового матеріалу з глинистими і чистими пісками. Серед льодовикових відкладень можна зустріти як цілі купи валунів, так і окремі глиби. Існують три найважливіші характеристики моренних відкладів: неоднорідність складу, відсутність сортування й окатаності матеріалу та відсутність шаруватості.
В історії Землі неодноразово були періоди різкої зміни клімату. Потепління змінювалися похолоданнями. У періоди похолодань значні ділянки земної поверхні покривалися льодом – відбувалися грандіозні наступи льодовиків, що супроводжувалися утворенням рухливих і нерухливих морен та флювіогляційних відкладень. Періоди похолодання змінювалися періодами потепління. Льодовики відступали, а морени, гублячи свою руйнівну силу, відкладалися на всьому шляху відступу. Періоди наступу таких крупних зледенінь називають великими зледеніннями, або льодовиковими періодами, а періоди відступу – міжльодовиковими періодами.
Давні зледеніння займали території приблизно у три рази більші, ніж площі, що зайняті сучасними льодовиками. У Європі центрами зледенінь були Скандинавія, Нова Земля та Північний Урал. Високогірні хребти Альпійських та Кавказьких гір давали початок льодовикам, що опускалися далеко у рівнини. У Північній Америці центри зледенінь були приурочені до Кордильєр та о. Лабрадор.
Розтікаючись від центрів зледеніння, льодовики доходили приблизно до 500 північної  широти: у Великій Британії – до Лондона, у Німеччині – до північних схилів Гарцу та Саксонських гір. Льодовиковий покрив займав територію Польщі, Білорусі, значну територію України. Двома великими язиками він спускався по долинах Дону і Дніпра. Далі його межа звертала на північ до Волги.
Льодовики Нової Зеландії, Скандинавії і Північного Уралу з’єдналися в один потужний покрив, що спричинило найбільше зі зледенінь. Інші зледеніння займали менші площі, закінчуючись у вищих широтах. Усім зледенінням присвоюють найменування за назвами регіонів, де їх було виявлено.